# Quieto (nome)
Quieto  è un nome proprio di persona italiano maschile. 

## Varianti
- Femminili: Quieta[1], Quiete[1]

## Origine e diffusione
Riprende l'aggettivo italiano "quieto", ossia "calmo", "immobile", "tranquillo", "silenzioso", lo stesso significato dei nomi Placido, Galeno e Stellan; etimologicamente, risale al latino quiētus, da quĭes, "riposo".

## Onomastico
L'onomastico si festeggia il 28 novembre, in memoria di santa Quieta, martire a Digione con il marito Ilario